# 古今目録抄
古今目録抄（ここんもくろくしょう）は、鎌倉時代前半期に法隆寺の僧侶顕真が著述した法隆寺の寺誌と聖徳太子伝に関する秘事口伝を記載した書物である。中世の太子信仰、法隆寺に関する史料として重要である。「聖徳太子伝私記」（しょうとくたいしでんしき）の別名もある。顕真自筆の草稿本は国の重要文化財に指定されている。

## 概要
13世紀前半に法隆寺の僧侶の顕真が上下2巻にまとめ、上巻では師匠隆詮から伝授された法隆寺の寺誌と聖徳太子伝を記述、下巻では聖徳太子の舎人（とねり）調使麻呂に関する言い伝えと顕真自らの系譜で調使麻呂直系の子孫と記述する 。

## 伝本

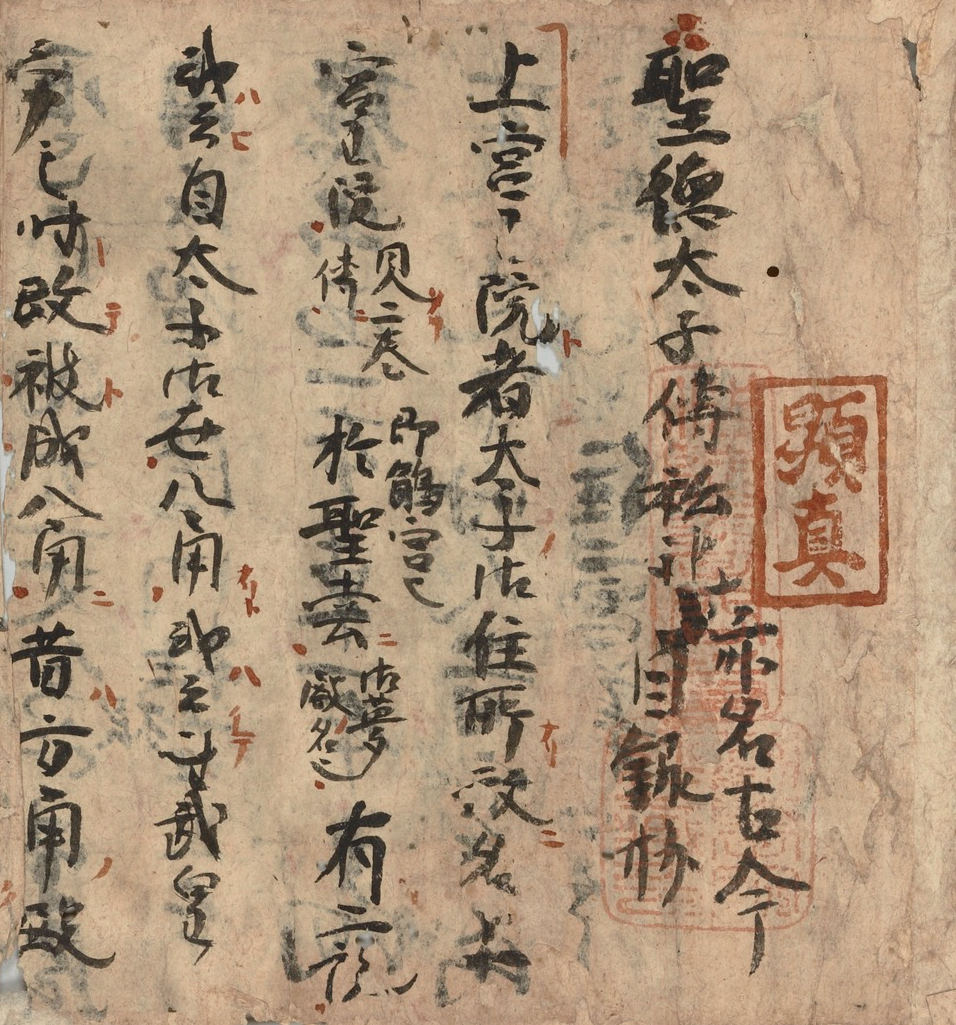
顕真草稿本の冒頭（東京国立博物館蔵 重要文化財）

### 顕真草稿本
東京国立博物館蔵（法隆寺献納宝物18号）。「聖徳太子伝私記（古今目録抄） 顕真筆 2帖」の名称で重要文化財に指定されている（1957年（昭和32年）6月18日指定）。顕真自筆の草稿本で、随所に加筆訂正の跡がある。また裏書にも以下のような重要な記述がある。
- 百済観音について、金堂に関する記述の部分の裏書に「橘寺の所の者より送るなり」と記載し、同像の橘寺移送説の元になっている[4]。
- 中宮寺の由緒として「葦垣宮、岡本宮、鵤宮（いかるがのみや）の3つの宮の中にあった宮なので中宮といい、それを寺にした時に中宮寺と号した」と記載する[5]。

### 写本
東京国立博物館蔵（法隆寺献納宝物19号）。失われた完本よりの室町時代の写本で、その内容は整然と記述され、上記の稿本とは記事の量や順序に大きな相違がある。上中下3巻の分冊になっている。

## 関連文献
- 顯眞『顯眞自筆古今目録 : 附：聖徳太子傳』 上巻・下巻、同研究会編・校訂、鵤叢刊會、1934年 - 原本転写版[7]